# El Bruguerol
El Bruguerol és un barri moderadament gran de Palafrugell (Costa Brava). El 2009 tenia 191 habitants. Una de les organitzacions més actives del veïnat és l'Associació de Veïns dels barris Vila-seca i Bruguerol.